# Deming Glacier (glaciär i Antarktis)
Deming Glacier är en glaciär i Östantarktis, i ett område som Nya Zeeland gör anspråk på. Deming Glacier ligger 1 581 meter över havet.
Terrängen runt Deming Glacier är huvudsakligen kuperad, men åt nordost är den bergig.